# Louis Patris
Louis Patris, né le 7 juin 2001 à Gembloux en Belgique, est un footballeur belge qui joue au poste de défenseur au Saint-Trond VV.

## Biographie

### En club
Louis Patris commence à jouer au football dans deux clubs de sa région, le RWA Sauvenière et le RCS Bossiérois, avant de rejoindre en 2010 l'Académie Robert Louis-Dreyfus, le centre de formation du Standard de Liège. Il troque ensuite les jeunes du Standard pour ceux d'OH Louvain en 2015.
Il fait ses débuts officiels avec l'équipe première du club le 1er mars 2021 lorsque Marc Brys le titularise d'emblée à l'occasion de la rencontre de championnat face à l'Antwerp, qu'OHL remporte 2-0.
Début juillet 2023, Patris s'engage avec le RSC Anderlecht.
En manque de temps de jeu, il est prêté au Saint-Trond VV en septembre 2024. À la fin de la saison, le transfert est définitif et Saint-Trond conserve le jeune défenseur.

### En sélections nationales
Sélectionné de manière sporadique dans les équipes d'âge nationales, Louis Patris est appelé pour la première fois par Jacky Mathijssen chez les espoirs belges à l'occasion de deux joutes amicales en préparation à l'Euro espoirs 2023. Il est titulaire face aux Pays-Bas, mais cède sa place à Jérémy Doku à la mi-temps, ainsi que contre la France quelques jours plus tard, où il dispute cette fois l'intégralité de la rencontre.

## Statistiques

### En club
| Saison                | Club                  | Championnat           | Championnat | Championnat | Championnat | Coupe(s) nationale(s) | Coupe(s) nationale(s) | Coupe(s) nationale(s) | Compétition(s) continentale(s) | Compétition(s) continentale(s) | Compétition(s) continentale(s) | Compétition(s) continentale(s) | Autres compétitions | Autres compétitions | Autres compétitions | Autres compétitions | Total | Total | Total |
| Saison                | Club                  | Division              | M.          | B.          | P.d.        | M.                    | B.                    | P.d.                  | Comp.                          | M.                             | B.                             | P.d.                           | Comp.               | M.                  | B.                  | P.d.                | M.    | B.    | P.d.  |
| 2020-2021             | OH Louvain            | Division 1A           | 2           | 0           | 0           | -                     | -                     | -                     | -                              | -                              | -                              | -                              | -                   | -                   | -                   | -                   | 2     | 0     | 0     |
| 2021-2022             | OH Louvain            | Division 1A           | 6           | 0           | 1           | -                     | -                     | -                     | -                              | -                              | -                              | -                              | -                   | -                   | -                   | -                   | 6     | 0     | 1     |
| 2022-2023             | OH Louvain            | Division 1A           | 33          | 2           | 8           | 2                     | 0                     | 0                     | -                              | -                              | -                              | -                              | -                   | -                   | -                   | -                   | 35    | 2     | 8     |
| Sous-total            | Sous-total            | Sous-total            | 41          | 2           | 9           | 2                     | 0                     | 0                     | -                              | -                              | -                              | -                              | -                   | -                   | -                   | -                   | 43    | 2     | 9     |
| 2023-2024             | RSCA Futures          | Division 1B           | 1           | 0           | 0           | -                     | -                     | -                     | -                              | -                              | -                              | -                              | -                   | -                   | -                   | -                   | 1     | 0     | 0     |
| 2023-2024             | RSC Anderlecht        | Division 1A           | 15          | 1           | 0           | 2                     | 0                     | 0                     | -                              | -                              | -                              | -                              | PO1                 | 1                   | 0                   | 0                   | 18    | 1     | 0     |
| 2024-2025             | RSC Anderlecht        | Division 1A           | 1           | 0           | 0           | -                     | -                     | -                     | C3                             | 0                              | 0                              | 0                              | -                   | -                   | -                   | -                   | 1     | 0     | 0     |
| Sous-total            | Sous-total            | Sous-total            | 16          | 1           | 0           | 2                     | 0                     | 0                     | -                              | 0                              | 0                              | 0                              | -                   | 1                   | 0                   | 0                   | 19    | 1     | 0     |
| 2024-2025             | Saint-Trond VV (prêt) | Division 1A           | 24          | 0           | 5           | 3                     | 0                     | 0                     | -                              | -                              | -                              | -                              | PO3                 | 6                   | 1                   | 2                   | 33    | 1     | 7     |
| 2025-2026             | Saint-Trond VV        | Division 1A           | 4           | 0           | 1           | -                     | -                     | -                     | -                              | -                              | -                              | -                              | -                   | -                   | -                   | -                   | 4     | 0     | 1     |
| Sous-total            | Sous-total            | Sous-total            | 28          | 0           | 6           | 3                     | 0                     | 0                     | -                              | -                              | -                              | -                              | -                   | 6                   | 1                   | 2                   | 37    | 1     | 8     |
| Total sur la carrière | Total sur la carrière | Total sur la carrière | 86          | 3           | 15          | 7                     | 0                     | 0                     | -                              | 0                              | 0                              | 0                              | -                   | 7                   | 1                   | 2                   | 100   | 4     | 17    |